# Municipal District of Pincher Creek No. 9
Das Municipal District of Pincher Creek No. 9 ist einer der 63 „municipal districts“ in Alberta, Kanada. Der Verwaltungsbezirk liegt in der Region Süd-Alberta und gehört zur „Census Division 3“. Er wurde zum 1. Januar 1944 (incorporated als „Municipal District of Crowsnest No. 39“), durch die Zusammenlegung verschiedener Teile anderer Verwaltungsbezirke, eingerichtet und sein Verwaltungssitz befindet sich in Pincher Creek.
Der Verwaltungsbezirk ist für die kommunale Selbstverwaltung in den ländlichen Gebieten sowie den nicht rechtsfähigen Gemeinden, wie Dörfern und Weilern und ähnlichem, zuständig. Für die Verwaltung der Städte (City) und Kleinstädte (Town) in seinen Gebietsgrenzen ist er nicht zuständig.

## Lage
Der „Municipal District“ liegt im Südwesten der kanadischen Provinz Alberta und grenzt im Westen an die benachbarte Provinz British Columbia. Im Nordwesten folgte der Verlauf der Bezirksgrenze streckenweise dem Oldman River, bevor er sich nach Süden wendet. Im Zentrum bildet er dann am Oldman River Dam einen großen Stausee und verlässt anschließend im Osten den Bezirk. Im Osten des Bezirks folgt der Grenzverlauf über eine weite Strecke dem Waterton River.
Die Hauptverkehrsachsen des Bezirks sind der in Ost-West-Richtung verlaufende Alberta Highway 3 (der Crowsnest Highway), sowie in Nord-Süd-Richtung der Alberta Highway 6. Außerdem verläuft die kontinentale Hauptstrecke der Canadian Pacific Railway durch den Bezirk.
Im nordöstlichen Bereich des Bezirks findet sich ein Reservat (Piikani Nation) der First Nation, hier der Piikani. Laut dem „Census 2016“ leben in dem 430,16 km² großen Reservat 1544 Menschen.
Mit dem Castle Wildland Provincial Park, dem Castle Provincial Park und dem Beauvais Lake Provincial Park befinden sich mehrere der Provincial Parks in Alberta im Bezirk. Außerdem liegen Bereiche des Biosphärenreservates Waterton im Bezirk.
| Municipality of Crowsnest Pass | Municipal District of Ranchland No. 66      | Municipal District of Willow Creek No. 26 |
| British Columbia               | Kompassrose, die auf Nachbargemeinden zeigt |                                           |
|                                | Improvement District 04 (Waterton)          | Cardston County                           |

## Bevölkerung
| Jahr | Erhebung          | Einwohner | Änderung | Fläche (km²) | Bev.-dichte (EW/km²) |
| ---- | ----------------- | --------- | -------- | ------------ | -------------------- |
| 2016 | Volkszählung 2016 | 2965      | - 6,1 %  | 3482,05      | 0,9                  |
| 2011 | Volkszählung 2011 | 3158      | - 4,6 %  | 3480,91      | 0,9                  |

## Gemeinden und Ortschaften
Folgende Gemeinden liegen innerhalb der Grenzen des Verwaltungsbezirks:
- Stadt (City): keine
- Kleinstadt (Town): Pincher Creek
- Dorf (Village): Cowley
- Weiler (Hamlet): Beaver Mines, Lowland Heights, Lundbreck, Pincher Station, Twin Butte

Außerdem bestehen noch weitere, noch kleinere Ansiedlungen und zahlreiche Einzelgehöfte.